# Electro-Shock Blues Show
Electro-Shock Blues Show är ett liveinspelat album av Eels. Albumet spelades in år 1998 och släpptes 2002. 

## Låtlista
1. "Cancer for the Cure" - 5:16
2. "Fingertips, Part III" - 1:20
3. "Going to Your Funeral, Part I" - 3:14
4. "Efil's God" - 3:11
5. "Souljacker, Part I" - 4:31
6. "My Beloved Monster" - 2:32
7. "Novocaine for the Soul" - 4:22
8. "Not Ready Yet" - 12:58
9. "Last Stop: This Town" - 2:53
10. "Everything's Gonna Be Cool This Christmas" - 3:00
11. "Flower" - 3:26
12. "Dead of Winter" - 3:21
13. "Electro-Shock Blues" - 3:36
14. "The Medication Is Wearing Off" - 4:15
15. "Climbing to the Moon"/"My Beloved Monster" - 15:05